# Peter Outzen Boisen (biskop)
 Der er flere personer med dette navn, se Peter Outzen Boisen (præst).
Peter Outzen Boisen (16. november 1762 – 10. maj 1831) var en dansk præst, seminarieforstander og biskop. Han var søn af en bonde og handelsmand i Emmerlev ved Højer, men blev undervist af en lokal præst og uddannede sig siden i teologi ved universitetet i Kiel.

## Karriere
Efter sin eksamen i 1785 blev han i 1787 kaldet til sognepræst i Vesterborg og Birket på Vestlolland, hvor Christian Ditlev Reventlow havde kaldsretten. Reventlow var en tid regeringschef og en af hovedmændene i Danmarks modernisering i disse år. I Boisen havde han fundet en meningsfælle, og i 1802 oprettede de et lille seminarium i præstegården i Vesterborg. Hensigten var at uddanne bondestandens egne sønner til arbejdet som lærere i alle de små landsbyskoler, der nu endelig efter mange års kamp blev en naturlig del af landsbylivet. Seminariet blev dog nedlagt i 1831 ved Boisens død.
Fordi Boisen var så optaget og engageret i disse forhold, blev han i 1805 kaldet til biskop i Akershus i Norge, men han bad sig fritaget fordi han ikke ville forlade det sted hvor han havde lagt 18 års arbejde. Kort tid derefter blev den lokale biskop Andreas Birch forflyttet til Århus Stift, og Boisen overtog embedet som biskop for Lolland-Falsters Stift, et hverv han beholdt til sin død. Han betingede sig at han kunne fortsætte som sognepræst i Vesterborg og Birket og kunne blive boende der.

## Virke
Mens Boisens forgænger Andreas Birch var en typisk akademiker, der brugte megen tid i studerekammeret, var Boisen de praktiske forretningers mand. Han gik tilsyneladende mere op i skolernes forhold og sager om gudstjenestens liturgi eller hvilken salmebog man skulle benytte i stiftets kirker. Han interesserede sig kun lidt for spidsfindige teologiske spørgsmål og var ikke den, der kastede sig ud i principsager for med ildhu at forsvare et givet standpunkt. Dog udgav han 1820 en Andagtsbog, som udkom i mange oplag hele 1800-tallet. I 1822 udgav han for egen regning bogen "Et kjærligt Farvel fra trofast Lærer til den af ham confirmerede Ungdom".
Han var præget af 1700-tallets rationalisme, og stolede på, at undervisning og en kærlig kristendom kunne give de nye generationer den bedste indgang til livet og gudstroen. Da Bibelselskabet oprettedes 1814, sluttede han således op om det, og arbejdede især på at forsyne skoler og konfirmander med nye bibler. I 1805 forfattede han en Plan til en Forbedring af den offentlige Gudstjeneste, og i 1819 blev han medlem af den kommission, der var nedsat til at indføre den indbyrdes undervisning (Lancastermetoden) i landets skoler. Han var imod systemet, der forekom ham mekanisk og utilstrækkeligt, men han og kommissionen bøjede sig modstræbende for kong Frederik 6.s vilje.